# گورنوشته سیکیلوس

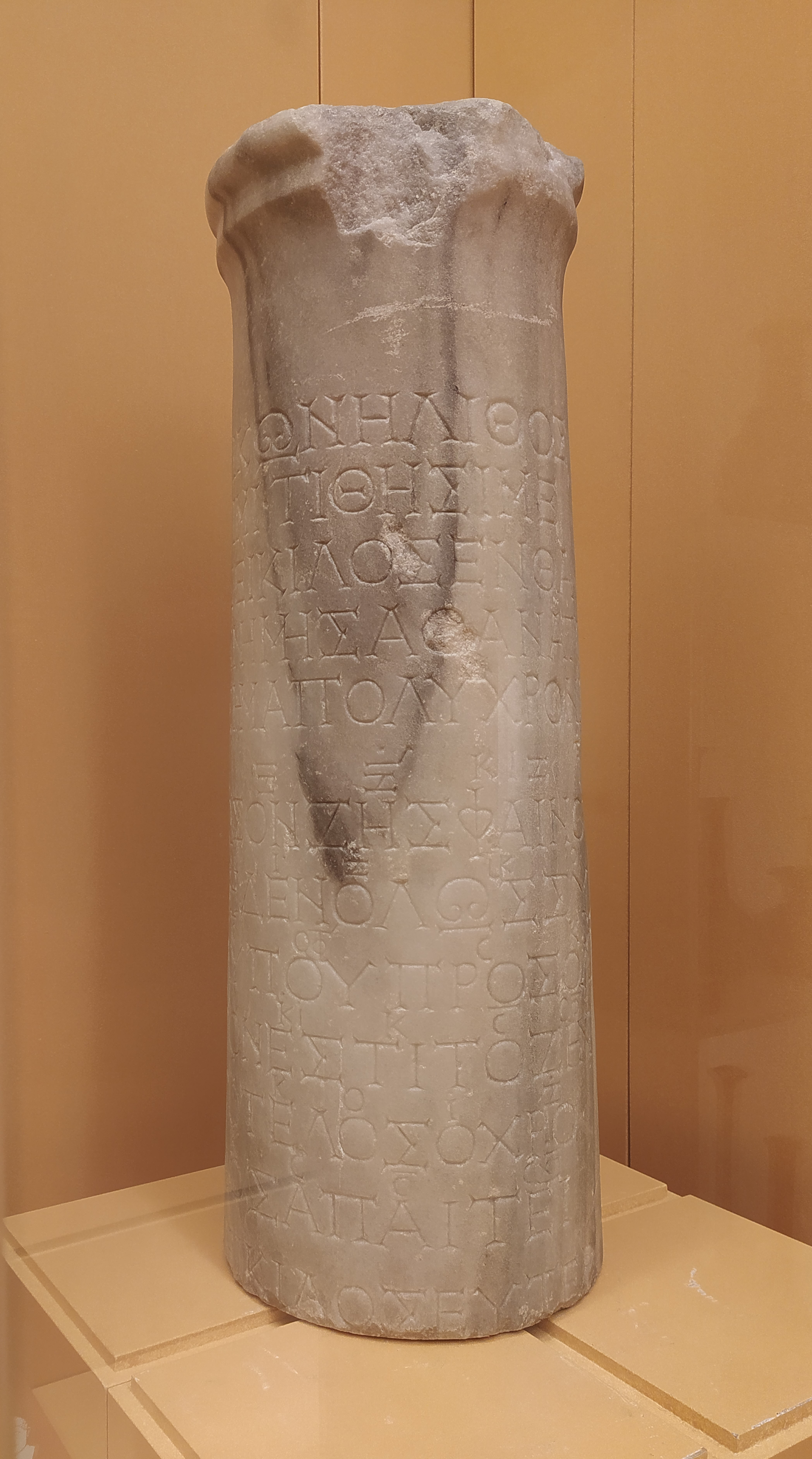
گورنوشتهٔ سیکیلوس بر روی سنگ مرمر با شعر و نت موسیقی که در موزه ملی دانمارک نگهداری می‌شود.

گورنوشتهٔ سیکیلوس (انگلیسی: Seikilos epitaph) قدیمی‌ترین اثرِ موسیقیاییِ کامل در اروپا است که به‌طور کامل همراه با نت‌نویسی به جا مانده‌است. تاریخ‌گذاریِ این کتیبه متفاوت است، اما به نظر می‌رسد متعلق به قرن اول یا دوم پس از میلاد باشد.
این آهنگ که هم ملودی و هم متن آن به خط نت‌نویسیِ یونانیِ باستان ثبت شده، در سال ۱۸۸۳ میلادی بر روی ستونی سنگی پیدا شد که از شهر یونانی‌مآبِ ترالِس در نزدیکی آیدینِ امروزی در ترکیه که از اِفِسوس دور نیست، به دست آمده‌است.
این اثر، آهنگی است از شاخهٔ ایونیِ سبک هلنی، و بر اساس گونهٔ اکتاوی فریگی نوشته شده‌است. با وجود اینکه موسیقی‌های قدیمی‌تر با نت‌نویسی وجود دارند (به عنوان مثال، سرودهای هوریایی)، اما همهٔ آن‌ها قطعه‌قطعه هستند؛ در حالی که گورنوشتهٔ سیکیلوس به دلیل این‌که به شکل کامل به‌دست ما رسیده، منحصربه‌فرد است.
اگرچه معمولاً این اثر را «کتیبهٔ سنگ قبر» می‌نامند، اما ممکن است (طبق پیشنهادی که توسط آرمان دِآنگور مطرح شده) این کتیبه نشان‌دهندهٔ قبر نباشد، بلکه صرفاً یادبودی باشد که خود سیکیلوس برای به یاد آوردن مهارت خود برپا کرده‌است.

## متن
در زیر متن یونانی یافت‌شده بر روی سنگ قبر سیکیلوس همراه با نویسه‌گردانی از کلماتی که در ملودی خوانده می‌شوند، و ترجمه فارسی آن می‌آید. متن زیر شامل نت موسیقی نمی‌شود:
Ὅσον ζῇς φαίνου

μηδὲν ὅλως σὺ λυποῦ

πρὸς ὀλίγον ἔστι τὸ ζῆν

τὸ τέλος ὁ χρόνος ἀπαιτεῖ.
hóson zêis, phaínou

mēdèn hólōs sỳ lypoû 

pròs olígon ésti tò zên

tò télos ho khrónos apaiteî.
تا زنده‌ای، بدرخش.

هیچ اندوهی به دل راه نده.

زندگی کوتاه است و

زمانه به سراغت خواهد آمد.

## کشف و تاریخ‌گذاری
تاریخ دقیق ساخت و کشف گورنوشته سیکیلوس مشخص نیست، اما احتمالاً به سده اول یا دوم بعد از میلاد تعلق دارد. برخی کارشناسان بر اساس خط‌شناسی، تاریخ آن را با اطمینان قرن اول می‌دانند و برخی دیگر نیز با استناد به نشانه‌های موجود، آن را متعلق به قرن دوم می‌دانند و با سنگ‌نوشته‌های دیگری با تاریخ دقیق مقایسه می‌کنند.
این سنگ قبر در سال ۱۸۸۳ توسط فردی به نام سر دبلیو. ام. رمزی در ترکیه کشف شد. بر اساس برخی منابع، این سنگ بعداً گم شد و در سال ۱۹۲۲ دوباره پیدا شد، اما منابع دیگر می‌گویند این سنگ ابتدا در ساخت راه‌آهن پیدا شد و در اختیار افراد مختلف قرار گرفت.
در جریان بازسازی سنگ برای محکم‌تر ایستادن، بخشی از کتیبهٔ روی آن از بین رفت. بعد از جنگ و جابه‌جایی‌های دیگر، نهایتاً این سنگ قبر در موزهٔ ملی دانمارک نگهداری می‌شود.